# Georges Cerbelaud-Salagnac
 (janvier 2021).
La mise en forme du texte ne suit pas les recommandations de Wikipédia : il faut le « wikifier ».
Les points d'amélioration suivants sont les cas les plus fréquents :
- Les titres sont pré-formatés par le logiciel. Ils ne sont ni en capitales, ni en gras.
- Le texte ne doit pas être écrit en capitales (les noms de famille non plus), ni en gras, ni en italique, ni en « petit »…
- Le gras n'est utilisé que pour surligner le titre de l'article dans l'introduction, une seule fois.
- L'italique est rarement utilisé : mots en langue étrangère, titres d'œuvres, noms de bateaux, etc.
- Les citations ne sont pas en italique mais en corps de texte normal. Elles sont entourées par des guillemets français : « et ».
- Les listes à puces sont à éviter, des paragraphes rédigés étant largement préférés. Les tableaux sont à réserver à la présentation de données structurées (résultats, etc.).
- Les appels de note de bas de page (petits chiffres en exposant, introduits par l'outil «  Source ») sont à placer entre la fin de phrase et le point final[comme ça].
- Les liens internes (vers d'autres articles de Wikipédia) sont à choisir avec parcimonie. Créez des liens vers des articles approfondissant le sujet. Les termes génériques sans rapport avec le sujet sont à éviter, ainsi que les répétitions de liens vers un même terme.
- Les liens externes sont à placer uniquement dans une section « Liens externes », à la fin de l'article. Ces liens sont à choisir avec parcimonie suivant les règles définies. Si un lien sert de source à l'article, son insertion dans le texte est à faire par les notes de bas de page.
- La présentation des références doit suivre les conventions bibliographiques. Il est recommandé d'utiliser les modèles {{Ouvrage}}, {{Chapitre}}, {{Article}}, {{Lien web}} et/ou {{Bibliographie}}. Le mode d'édition visuel peut mettre en forme automatiquement les références.
- Insérer une infobox (cadre d'informations à droite) n'est pas obligatoire pour parachever la mise en page.

Pour une aide détaillée, merci de consulter Aide:Wikification.
Si vous pensez que ces points ont été résolus, vous pouvez retirer ce bandeau et améliorer la mise en forme d'un autre article.
 (août 2022).
Georges Paul Marie Cerbelaud-Salagnac (né le 19 février 1906 à Paris 9e et décédé le 2 février 1999 à Ploudalmézeau) est un journaliste, ethnologue et auteur français, membre de l'Académie des sciences d'outre-mer.

## Biographie
En publiant ses premiers livres, Georges Cerbelaud reprend le pseudonyme de son père, Cerbelaud-Salagnac. En 1979, il change son nom à l'état-civil pour celui de qui l'a fait connaître comme écrivain et journaliste.
Grâce à la recommandation de son père, il travaille quelque temps à Air Liquide. Mais l'industrie l'ennuie. Il se passionne plus pour la politique, les idées et le militantisme monarchiste. Autodidacte, il devient, comme son père (Georges Cerbelaud), journaliste et rédige ses premiers articles pour Paris-Soir en 1925. Il collaborera par la suite au Figaro et à la France catholique. Entre 1934-1939, il occupe le poste de rédacteur au Journal, de secrétaire de rédaction de Ici France (1945-1947) et de rédacteur en chef du Rassemblement du Nord (1948-1952), avant de diriger le Nouvel argus de Soissons. Il effectue son service militaire dans la Marine et est affecté sur le Duguay-Trouin à la division navale de l'Afrique occidentale en 1926 ainsi qu'au Levant en 1927.
Il se marie le 5 avril 1929 à Brest avec Suzanne Marie Saleun (18 décembre 1904 - 10 février 1931). Il a une fille de ce premier mariage (Michèle Cerbelaud), mais son épouse décède deux ans plus tard. Georges Cerbelaud vit alors une profonde crise morale. Il trouve un certain réconfort auprès de ses amis du milieu des monarchistes chrétiens, parmi lesquels Édouard de Macedo et Jacques Michel. Le Père Forestier, dominicain, redonne à Georges Cerbelaud l'espérance et il l'aide à enraciner sa foi. Georges devient tertiaire dominicain.
Élève à l'École pratique des hautes études, il rédige une thèse sur la Cité des Lémoviques et obtient le diplôme de l'École des langues orientales en langue finnoise et civilisation finno-ougrienne.
De 1937 à 1951, il écrit quatre romans du Signe de Piste dont Sous le Signe de la tortue paru en 1937 qui marque le début de cette collection. Chargé des fonctions de secrétaire international de l'Association des Scouts de France et de rédacteur en chef adjoint de la revue Scout (1934-1939), il dirige la librairie, la galerie d'art et les cercles des Amitiés françaises (1955-1961) et fonde à ce titre l'Amitié franco-hongroise, le Comité France-Irlande et l'Amitié franco-portugaise tout en occupant le poste de directeur de la Maison du livre canadien.
En 1939, Georges Cerbelaud-Salagnac s'engage. Versé dans la réserve du train des équipages, il suit les cours de l'École des sous-officiers de réserve du Train avant de servir dans la régulatrice routière franco-britannique. Il est fait prisonnier pendant la bataille de France. Il s'évade et rallie Vichy et entre au ministère de la jeunesse comme responsable de la formation, chargé des Chantiers de jeunesse. Il y retrouve le Père Forestier, aumônier général des Chantiers de jeunesse, ainsi que le général de La Porte du Theil, lui aussi tertiaire dominicain et ancien commissaire de la province Île-de-France des Scouts de France avant la guerre.
Le 21 octobre 1946, Georges Cerbelaud-Salagnac se remarie à Ploudalmézeau avec Bernadette Anne Marie Lécureux - chartiste, auteur de l’ouvrage Le latin, langue de l’Église (Pierre Téqui, éditeur) - (1913-2011) avec qui il écrira plusieurs livres sur la Bretagne et sur l'Irlande. De ce deuxième mariage naîtront deux garçons dont Dominique, théologien dominicain, et trois filles.
Le 19 décembre 1964, il fonde l’association Una Voce, pour la défense du latin et du grégorien dans l'Église,.
De 1970 à 1990, il est directeur littéraire des éditions Téqui.
Il est plusieurs fois lauréat de l'Académie française et de la Société des gens de lettres dont le prix Kornmann en 1959 pour l'ensemble de ses Monographies canadiennes. Il reçoit le grand prix littéraire des gens de France. Il est par ailleurs nommé membre de la Société française d'histoire d'outre-mer, de l'Association des écrivains de langue française ainsi que de l'Alliance française. Georges Cerbelaud Salagnac est élu membre titulaire de la 5e section de l'Académie des sciences d'outre-mer le 15 décembre 1979.
Il meurt le 2 février 1999.

## Œuvres
- La Cagoule verte, SPES, 1936, 125 pages.
- Sous le signe de la Tortue, ed. Alsatia, collection Signe de Piste, SDP 1, 1937 – traduit en allemand par Adolf Hechelmann, Im Zeichen der Schildkröte : Eine Legende aus dem Leben der Indianer, ed. Alsatia, Colmar, 1948
- Le Sceau du Prince Henri, ed. Alsatia, collection Signe de Piste, SDP 18, 1948
- Les Coureurs de brousse, ed. Alsatia, collection Signe de Piste, SDP 26 bis, 1946
- Quatre règnes en exil : ou d'Henri V à Jean III, 1820-1940, France-Empire, Paris, 1947
- Les mystères du croiseur "Toulouse", ed. Alsatia, collection Signe de Piste, SDP 49, 1951
- Saint Patrick : héros et apôtre de l'Irlande, éd. E.I.S.E., Lyon, 1955
- Mademoiselle de Verchères, éd. Fides, Montréal, 1958
- Savorgnan de Brazza, le père des esclaves. Letouzey et Ané, Paris, 1960
- Irlande, île des saints. A. Fayard, Paris, 1961 (co-auteur)
- Les Français au Canada, éd. France-Empire, 1962 - Prix Broquette-Gonin (littérature) 1963 de l’Académie française
- Louis Riel héros ou rebelle ? Mame, Tours, 1971 - Prix Auguste Furtado 1974 de l’Académie française
- La révolte des métis. Mame, Tours, 1971
- Le Limousin : province-clé d'Aquitaine. France-Empire, Paris, 1978 - Prix Roland de Jouvenel 1979 de l’Académie française
- Ces gens qu'on appelle Français. France-Empire, Paris, 1982 - Prix Biguet 1983 de l’Académie française
- Prénoms traditionnels et d'aujourd'hui, Téqui, Paris, 1984
- Autour du Kalevala. Association pour le développement des études finno-ougriennes, Paris, 1986
- Prénoms d'hier et de demain. Téqui, Paris, 1987
- Autres prénoms de France et d'Europe, Téqui, Paris, 1989
- Les origines ethniques des Européens, Perrin, Paris, 1992
- Histoire du Limousin : province-clé d'Aquitaine. France-Empire, Paris, 1996
- Les Zouaves pontificaux. France-Empire, Paris, [s.d.]
- Les Français au Canada : du golfe Saint-Laurent aux Montagnes-Rocheuses. France-Empire, Paris, [s.d.]
- Fátima et notre temps. France-Empire, Paris, [s.d.]